# Казарян, Мехак Айказович
Меха́к Айка́зович Казаря́н (арм. Մեխակ Հայկազի Ղազարյան; род. 13 декабря 1966, Ленинакан) — советский и армянский боксёр, победитель IX Спартакиады народов СССР (1986), трёхкратный чемпион СССР (1987, 1988, 1990), чемпион Армении (1994), чемпион Европы (1987), призёр Кубка мира (1987), победитель Игр доброй воли (1986). Выступал в полулёгком и лёгком весе. Мастер спорта СССР международного класса (1985).

## Биография
Мехак Казарян родился 13 декабря 1966 года в Ленинакане. Начал заниматься боксом в 1980 году под руководством своего старшего брата заслуженного тренера Армянской ССР Саркиса Казаряна. В 1986 году выиграл IX Спартакиаду народов СССР, а в 1987 и 1988 годах становился чемпионом СССР в полулёгком весе. 
С 1986 года входил в состав национальной сборной СССР, был победителем Игр Доброй воли в Москве, чемпионата Европы в Турине, призёром Кубка мира, участвовал в Олимпийских играх в Сеуле. В 1990 году завоевал звание чемпиона СССР и бронзовую медаль Игр доброй воли в лёгкой весовой категории.
В 1993–1996 годах входил в состав национальной сборной Армении, был призёром чемпионата Европы в Бурсе и участником Олимпийских игр в Атланте.
После завершения своей спортивной карьеры в 1996 году стал директором школы бокса города Гюмри. В начале 2010-х годов был помощником главного тренера сборной Армении по боксу. С 2012 года возглавляет отдел физической культуры и спорта мэрии Гюмри.

## Образование
В 1984 году окончил школу № 32 имени Раффи города Гюмри, в 1988 году — Ленинаканский педагогический институт имени Микаэла Налбандяна.